# Internationales Urheberrecht
Das Internationale Urheberrecht ist ein Teilgebiet des Internationalen Privatrechts, das sich mit dem in Urheberrechtsfragen anwendbaren Recht befasst. 
Artikel 27, Paragraph 2 der Allgemeinen Erklärung der Menschenrechte lautet: "Jeder hat das Recht auf Schutz der geistigen und materiellen Interessen, die ihm als Urheber von Werken der Wissenschaft, Literatur oder Kunst erwachsen."

## Rechtslage in einzelnen Ländern
- Internationales Urheberrecht (Deutschland)